# Dobrovăț, Iași
Dobrovăț este o comună în județul Iași, Moldova, România, formată numai din satul de reședință cu același nume.

## Geografie

### Așezare

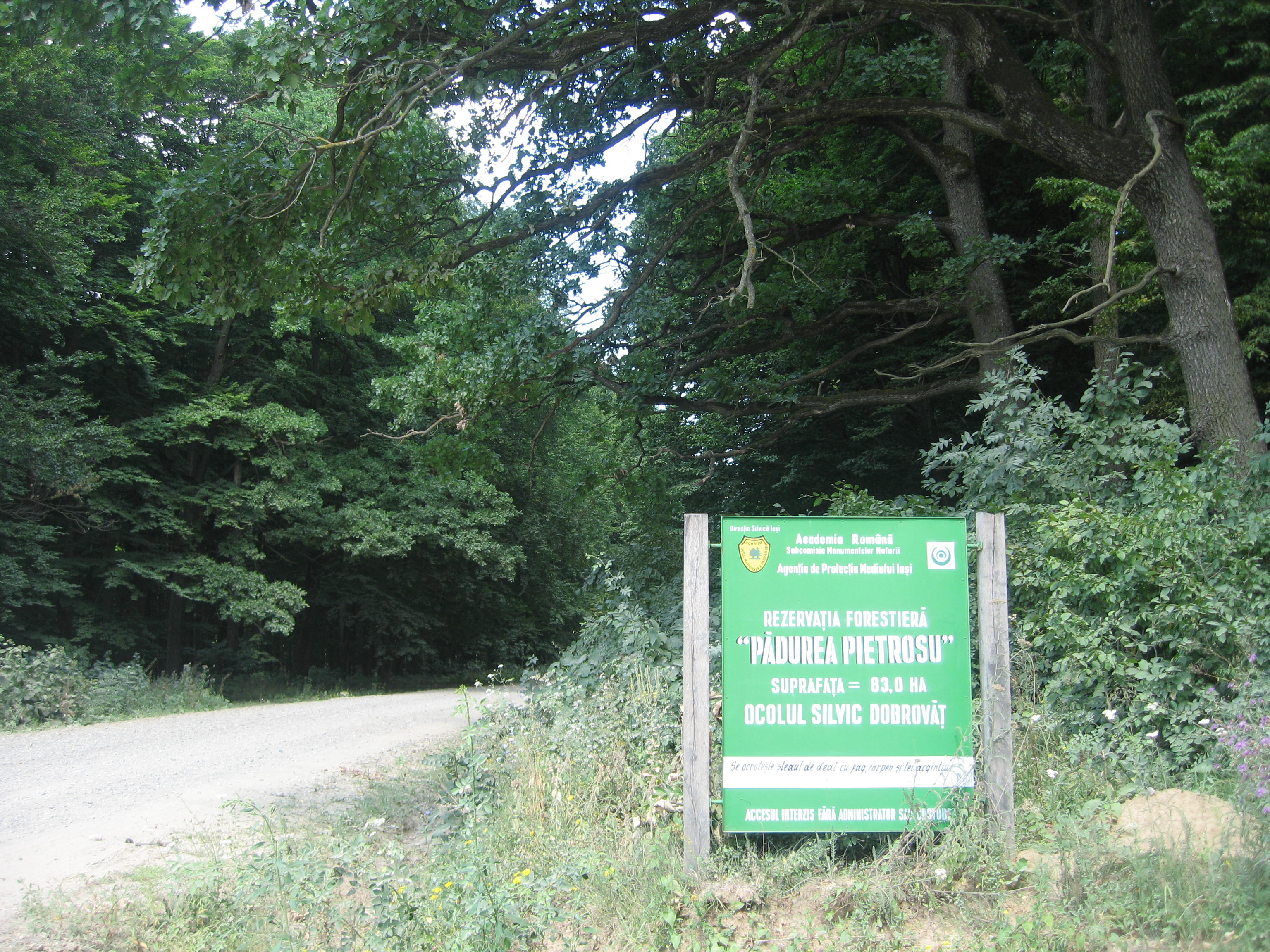
Pădurea Pietrosu, arie protejată din comuna Dobrovăț

Comuna se află la marginea de sud a județului, la limita cu județul Vaslui, în sectorul central-nord-estic al Podișului Central Moldovenesc —subunitate a Podișului Moldovei. Este străbătută de șoseaua județeană DJ247, care o leagă spre nord de Schitu Duca (unde se termină în DN24 și spre sud în județul Vaslui de Codăești, Dănești, Zăpodeni și Ștefan cel Mare (unde se termină în DN15D). În comuna Dobrovăț se află pădurea Pietrosu, arie protejată de tip forestier în care sunt ocrotite specii de fag, carpen și tei argintiu.
Spre marginea de sud a unor păduri dese, într-o poiană mare de pe valea pârâului Dobrovăț, afluent pe dreapta al râului Vasluieț (din bazinul hidrografic al râului Bârlad), s-au concentrat așezări omenești din cele mai vechi timpuri.
Fosta poiană își mai păstrează încă înfățișarea ei de altădată, dar este larg deschisă către sud-est, unde se întinde țarina cu pășuni, fânețe și terenuri agricole, valorificate complex de către populația locală.
Comuna Dobrovăț se află la circa 25 km de centrul orașului Iași. La sud și la vest se mărginește cu comunele Codăești și Tăcuta din județul Vaslui, la nord-vest cu comunele Grajduri și Ciurea din județul Iași, înspre nord se află comuna Bârnova iar spre nord-est și est se învecinează cu comunele Schitu Duca și Ciortești din județul Iași.
Între limitele astfel prezentate, suprafața comunei Dobrovăț este de 9.300 ha, situându-se între comunele mici din județul Iași.
Forma teritoriului administrativ al comunei Dobrovăț este aceea a unui triunghi neregulat, orientat de la nord-vest, lung de aproape 23 km și cu latimea medie de 4,7 km.

### Relief
Înalțimea reliefului de aici se înscrie între valorile altitudinale existente în Podișul Central Moldovenesc : 416 m altitudine absolută în dealul Rotunda , situat în partea de nord-vest a comunei și 146 m altitudine absolută , în șesul pârâului Dobrovăț , la marginea de sud-est a comunei; deci o diferență de înalțime de 270 m.
Fragmentarea reliefului- adică desimea văilor sau a culmilor principale – este de circa 2 km în partea de nord-vest a comunei, de aproape 1,5 km spre marginea nordică și de circa 4 km la marginea sudică, iar în partea extrem sudică se reduce la 2,5 km.
Energia reliefului- adică adâncimea văilor principale- este modestă : 100–110 m în partea de nord-vest a comunei, 210 m spre marginea nordică , numai 135 m spre marginea de sud-est.
În partea de nord-vest și centrală a comunei predomină dealurile-platou , de origine structurală și erozivă, unde fața reliefului aproape corespunde cu înclinarea spre sud-sud-est a straturilor geologice, iar întinderile cu aspect de platou se întâlnesc peste tot pe marile înalțimi, având lățimi de 400 până la 110 m (pe culmea dealurilor Rotunda , Perju , Podișul , Calina , Lacu etc). Pe unele din aceste platouri sunt mici depresiuni lacustre, în care apa ploilor abundente și a celei provenite din topirea zăpezilor staționează câteva zile, iar vegetatia are caracter hidrofil.
Spre valea pârâului Dobrovăț și a principalilor săi afluenți, dealurile-platou se continuă prin dealuri mai scunde , cu înfațișare de dealuri-coline , predominante mai ales spre marginea de sud-est a teritoriului comunei.
În sectorul mijlociu a pârâului Dobrovăț , începând din aval de confluența cu pârâul Însurățelul , până aproape de satul Dobrovăț , ca și pe cursul inferior al pârâului Dobrovicior, unde directia văilor este perpendiculară pe direcția de înclinare a straturilor geologice-adică au o orientare subsecvență - versantul drept al văii are forme de cuesta tipica, suprafața ei fiind afectată de numeroase procese geomorfologice vechi și noi (alunecari de straturi, pornituri de teren etc). O micro cuesta tipică există și pe versantul stâng al văii pârâului Chehanu , de pa cursul inferior al pârâului Dobrovăț , vale orientată de la est-nord-est spre vest-sud-vest.
Forme de relief cu aspect de cuesta mai există și acolo unde văile unor pâraie au o ușoară orientare subsecvență, cum sunt versanții de la stânga văii pâraielor Poiana Lungă , Pahomia , Podu Popii ori de pe dreapta pârâului Pietrosu (cursul mijlociu al acestuia).
Procesele geomorfologice active au fost și mai sunt înca în desfașurare, din cauza despăduririlor, nechibzuite adesea, din trecut, ca și efectuarii arăturilor de alta data, în curmezisul versanților de văi.
O formă de relief destul de vastă în cuprinsul teritorului comunei Dobrovăț o constituie albiile majore, cu aspecte de șes. Cea mai întinsă albie majoră este a cea a pârâului Dobrovăț, care de la confluența cu pârâul Pietrosu și până la vărsarea în pârâul Rediu (pe teritoriul comunei Codăești), are o lățime ce variază între 400 și 750 m, iar înclinarea ei fiind de 3 m la km.
Pe suprafața albiei majore a pârâului Dobrovăț sunt câteva grinduri joase și un ostrov alungit (șesul Velniței). În punctele de confluență a pâraielor afluente și a micilor rețele torențiale, sunt conuri de dejecție în miniatură, precum și acumulari deluvio-coluviale , aduse de spălările și șiroirile de pe versanți.
Forme de terase fluviale sunt slab realizate în bazinul hidrografic al pârâului Dobrovăț.

### Condiții climatice
Teritoriul comunei Dobrovăț are o clima temperat-continentală, de nuanță excesivă(uneori, iarna frigul este deosebit de aspru, iar vara, deși rar, sunt călduri aproape tropicale). Totuși padurea vastă moderează mult atât gerurile de iarnă, cât și căldurile de vară; umezeala aerului este sporită tot timpul, încât nici secetele nu sunt accentuate.
Principalele caracteristici ale climei comunei Dobrovăț sunt generate de situarea comunei în partea de est a României, în vecinătatea marii câmpii din sud-estul Europei, în cuprinsul Podișului Central-Moldovenesc, având o înalțime a reliefului de 146–416 m altitudine absolută, o întinsă suprafață acoperită cu păduri de foioase(circa 52 % din totalul comunei) și cu o deschidere largă spre sud-est.
Caracterul temperat al climei de aici este dat însa, fără îndoială, și de poziția latitudinală a teritoriului comunei (46°58'N) care face ca la solstițiu de vară razele de soare să cadă pe suprafețele orizontale ale reliefului sub un unghi de 66°, iar la solstițiu de iarnă, când soarele se ridică puțin deasupra orizontului, acest unghi să fie numai de 19°35'. La echinocțiile de primăvară și de toamnă unghiul format de razele solare cu suprafețele orizontale ale reliefului are o valoare de 43°02'- deci încalzirea aerului de deasupra este moderată.
În aceste condiții, radiația solară globală are o valoare medie anuală de 117 Kcal/cm².
Pe versanții cu expunere sudică, sud-estică și sud-vestica aceste unghiuri sunt mai mari cu 5-15° (după mărimea pantei versantului), iar pe versanții cu expunere nordică, nord-estică și nord-vestică, aceste unghiuri sunt cu tot atâtea grade mai mici. De aici rezultă o diferențiere climaterică sesizată și de răspândirea vegetației.
În funcție de poziția latitudinală a comunei și de dinamica maselor de aer care circulă pe deasupra teritoriului de la est de Carpați, circulația care produce o anumită înourare a cerului, durata de strălucire a Soarelui pe cer are aici o valoare de 1900 ore anual (circa 43 % din durata anuală posibilă), cu un maxim în perioada caldă a anului (circa 1450 ore) și un minim în perioada rece a anului (500-550 ore).cu alte cuvinte la Dobrovăț se pot înființa panouri solare de captare a energiei termice naturale.
Temperatura aerului are o valoare medie anuală de 8,5-9°, cu un maxim mediu în luna iulie (19,5 °C) și un minim mediu în luna ianuarie (- 3,5 °C). Temperatura cea mai ridicată a aerului a atins +38 °C (în ziua de 10 august 1951), iar temperatura cea mai coborata a atins -31 °C (în noaptea de 20 decembrie 1954).
Pe șesul pârâului Dobrovăț, în perioada rece a anului cu calm atmosferic și cer senin, se produc inversiunile de temperatură ale aerului, din cauză că aerul rece și deci mai greu, de pe dealuri, coboară în șesul larg al pârâului Dobrovăț, unde staționând se răcește și mai tare producand brume și îngheț accentuat, care toamna timpuriu și primăvara târziu cauzează pagube însemnate culturilor.
Un exemplu perfect l-a constituit fenomenul produs în noaptea de 21/22 mai 1952, când tot șesul pârâului Dobrovăț și majoritatea dealurilor joase au fost cuprinse de brumă și îngheț distrugător.
În comuna Dobrovăț vânturile nu au frecvența și viteza prea mare, deoarece teritoriul comunei este bine adăpostit de dealuri înalte și majoritatea bine împădurite. Mai frecvente și cu viteze mai accentuate sunt vânturile ce bat dinspre nord-vest, nord și nord-est, urmate de cele care suflă dinspre sud-sud-est, care înscriindu-se pe culoarul văii pârâului Dobrovăț își accelerează viteza.
Față de situația dinamicii atmosferei din zona orașelor Iași și Vaslui, perioadele când nu bate vântul sunt mai dese (circa 36 % calm atmosferic anual). De aceea, aici numai în sectorul central și sudic al comunei se pot construi centrale eoliene (mori de vânt)
Furtunile mari (vara) și viscolele puternice (iarna) au frecvență și intensitate reduse.
Precipitațiile atmosferice au o cantitate medie de 550–650 mm anual, cu un maxim în luna iunie (96 mm) și un minim în luna martie (28,3 mm). Ploile torențiale sunt frecvente spre sfarșitul primăverii și în lunile de vară. Astfel, în luna iulie 1969 a căzut la Dobrovăț o cantitate de 259,4 mm apa (259,4 l/m²)- de peste 2,6 ori cât media lunară - adevarat potop. Ploaia cea mai violentă s-a produs în ziua de 20 august 1972, când în câteva ore au căzut 126 l/m² (aproape dublu cât media lunară multianuală).
Pe altă parte, anii cu căderi de precipitații insuficiente sunt adesea mentionați atât în relatările cetațenilor din localitate cât și în lucrările de specialitate.
Cea mai mare seceta a fost cea din anul 1946. Ea constituie o verigă dintr-un lanț mai vechi (1750,1815, 1873, 1903 si 1907).
Seceta din 1946 a avut conscințe extrem de grave pentru că a urmat după alt an, tot secetos, 1945.
Anul 1946 a fost sărac în precipitații pentru aproape întreaga țara, deficitul minim de umiditate din sol fiind de 2000 m³ /hectar. Este considerat cel mai secetos an din întreg secolul nostru (în sens meteorologic) pentru că au căzut numai 76 % din precipitațiile anuale (477,1 mm față de 638 mm media pe țara). Aria cu cel mai mare deficit de umiditate în sol, de peste 400 m³/hectar a cuprins aproape întregul Podiș Moldovenesc, unde este situată și localitatea Dobrovăț.
Intensitatea mai mare a secetei s-a datorat deficitului de precipitații, temperaturii ridicate din cursul verii, cu un numar mare de zile tropicale (cu temperaturi de peste 30°) și nopți tropicale (cu peste 20 °C) și cu umezeala relativă a aerului extrem de scazută.
Pe întreg teritoriul comunei Dobrovăț recolta a fost compromisă. Grâul nu a mai ajuns la maturitate, iar porumbul s-a depreciat complet înca din perioada iunie-iulie.
În intervalul 1963-1972, anul cel mai ploios a fost 1969(812,12 mm), iar cel mai sărac în precipitații a fost anul 1967 (424,3 mm).
Deși secetele sunt fenomene atmosferice obișnuite în raza comunei Dobrovăț, acestea nu sunt prea aspre, pădurea întinsa din apropiere domolind uscăciunea atmosferei.
Ninsorile sunt în general îmbelșugate, iar în unii ani, ca în 1966- zăpada poate ajunge pâna la 2 m grosime și îmbracă tot cuprinsul. Prima zi de înghet se produce în jur de 25 octombrie – 5 noiembrie, iar ultima zi de înghet în jur de 15 martie – 5 aprilie. Stratul de zăpadă durează cu unele întreruperi 75 – 80 de zile pe an.
Ploile cu grindină și zilele cu viscol au frecvență redusă.
Deși teritoriul comunei Dobrovăț nu este prea întins, variația în înalțime a reliefului și fragmentarea lui determină o însemnata diferențiere climatică.
De aceea aici se pot ușor delimita câteva tipuri de climat și anume:
- climatul dealurilor înalte, relieful mai înalt de 300 m altitudine absolută, unde temperatura aerului este cea mai coborată (8,5 °C medie anuală), precipitațiile sunt în jur de 650 mm anual, iar umezeala relativă a aerului este în jur de 78 – 82 % anual;
- climatul dealurilor joase (între 200 și 300 m altitudine absolută) cu temperatura aerului în jur de 9 °C media anuală, precipitațiile atmosferice ceva mai puține (550 mm anual) și umezeala relativă de 75 % anual;
- climatul șesului Dobrovăț cu frecvente inversiuni de temperatură ale aerului în perioada rece a anului și cu umezeala relativă a aerului sporită de evaporarea apei pârâului Dobrovăț și a terenurilor cu gârle și băltiri.

În cuprinsul dealurilor înalte și mai ales a celor joase, se formează așa numitele climate locale de versanți, însoriți, cei cu expunere spre sud, sud-est și sud-vest și versanții slab însoriți, cei cu expunere spre nord, nord-est și nord-vest, primii versanți având un climat mai cald iar ceilalți versanți au un climat mai răcoros.
Prin caracteristicile sale, clima din cuprinsul teritoriului comunei Dobrovăț corespunde desfașurării unei activitați economice intense tot timpul anului.

### Resurse de apă
Cu mici excepții, teritoriul comunei se suprapune bazinului hidrografic al pârâului cu același nume.
Lung de aproximativ 28,5 km și o orientare de la nord-nord-vest spre sud-sud-est, pârâul Dobrovăț și afluientul său Poiana Lungă străbat teritoriul comunei prin mijloc pe o distanță de 24 km (pentru că pe o distanță de 3 km de la izvoare curge pe teritoriul comunelor Ciurea și Grajduri, iar 1,5 km de la vărsarea sa în pârâul Rediu curge pe teritoriul comunei Codăiești).
Înclinarea patului său este mare de la izvoare pâna la confluiența cu pârâul Nastea, sector unde coboară 15 – 30 m/km; de aici și până la confluiența cu pârâul Pietrosu, înclinarea patului scade la 10 – 12 m/km, iar in aval de satul Dobrovăț inclinarea devine din ce in ce mai lina (circa 3 m/km).
Această înclinare mică a patului pârâului Dobrovăț din cursul său mijlociu și inferior este scoasă în evidență de curgerea mai domoală a apei, de meandrele pe care le descrie patul său, de existența unor cursuri părasite(gârle) și de prezența câtorva terenuri mlăștinoase și băltiri ce se formează pe șes după ploile mari ori după topirea grăbită a zăpezilor de peste iarnă.
Curgerea pârâului Dobrovăț este nepermanentă, în perioade de secetă debitul lui dispare aproape complet.
Înghetul în perioada rece a anului începe, de obicei, după 15 noiembrie și durează, cu unele întreruperi, până la 15 martie, în total cam 80 – 100 zile pe an.
Desi aluviunile (nisipuri, maluri argiloase etc) sunt abundente în aval de confluiența cu pârâul Pietrosu, mineralizarea apei este redusă, încat este propice dezvoltării culturilor irigate și a folosirii ei în diverse trebuințe gospodărești.
Desfășurandu-și bazinul hidrografic pe un teritoriu cu climat continental de nuanță excesivă, fenomenele de reducere a debitului din timpul anului sunt punctuate și de inundații datorită ploilor mari, care produc revărsări peste tot șesul sau a zăpezilor abundente, repede topite.
Dintre afluienții mai însemnați ai pârâului Dobrovăț amintim pe stânga pâraiele Pietrosu (7 km lungime), unit cu Vararia (3,5 km ), Starminosul (5 km), Pahomia (2,6 km), Podu Popii(4 km), Chehan (1,5 km) și Hartopu (2 km), iar pe partea dreapta intalnim pâraiele Însurațelu (6 km), continuat cu Nastea (1,5 km) și Dobrovicior (5,5 km).
Densitatea rețelei hidrografice variaza între 0,8 – 1,2 km/km² în sectorul nord-vestic și sud-estic al bazinului hidrografic și 1,5 – 1,6 km/km²- în sectorul central.
Pârâul Dobrovăț și afluienții acestuia își trag izvoarele din pânza de apa subterană de la baza calcarelor oolitice de Repedea care placheaza părțile înalte ale Podișului Central Moldovenesc.
Pe văile pârâului Dobrovăț și pe afluienții săi, se mai găsesc ape subterane cantonate la baza depozitelor deluviale de pe versanți și în șesul aluvionar al acestora. Aceste ape sunt exploatate prin fântâni cu adancimi de 8–10 m, cum sunt majoritatea fântânilor din Dobrovăț. Din punct de vedere calitativ, aceste ape fac parte din calasa D, apreciate ca ape nepotabile de gradul I, dar folosibile.
O altă categorie de ape subterane o constituie apele cantonate în deppozite sarmatice nisipoase, situate la adâncimi mai mari de 20 m și care sunt de calitate foarte bună. Din aceste surse se alimentează fântânile care au fost săpate lângă cimitirele din satele Moldoveni(având adancime de 25 m și pereții din inele de beton armat) și Ruși (având adancimea de 22 m și pereții din piatră extrasă din carierele locale).
În prezent este exploatată o sursă de apa subterană din pădurea Buda care asigură alimentarea cu apă a fermei agricole de stat și a zonei de locuit și alta din versantul vestic al dealului Teiul de unde este adusă apa la cișmelele din curtea Ocolului Silvic și în curțile unor cetățeni.

## Demografie
Componența etnică a comunei Dobrovăț
     Români (90,84%)
     Alte etnii (0,19%)
     Necunoscută (8,98%)
Componența confesională a comunei Dobrovăț
     Ortodocși (90,7%)
     Alte religii (0,23%)
     Necunoscută (9,07%)
Conform recensământului efectuat în 2021, populația comunei Dobrovăț se ridică la 2.128 de locuitori, în scădere față de recensământul anterior din 2011, când fuseseră înregistrați 2.515 locuitori. Majoritatea locuitorilor sunt români (90,84%), iar pentru 8,98% nu se cunoaște apartenența etnică. Din punct de vedere confesional, majoritatea locuitorilor sunt ortodocși (90,7%), iar pentru 9,07% nu se cunoaște apartenența confesională.

## Politică și administrație
Comuna Dobrovăț este administrată de un primar și un consiliu local compus din 11 consilieri. Primarul, Cătălin Iulian Martinuș[*], de la Partidul Social Democrat, este în funcție din 2000. Începând cu alegerile locale din 2024, consiliul local are următoarea componență pe partide politice:
|  | Partid                          | Consilieri | Componența Consiliului | Componența Consiliului | Componența Consiliului | Componența Consiliului | Componența Consiliului | Componența Consiliului | Componența Consiliului | Componența Consiliului |
|  | ------------------------------- | ---------- | ---------------------- | ---------------------- | ---------------------- | ---------------------- | ---------------------- | ---------------------- | ---------------------- | ---------------------- |
|  | Partidul Social Democrat        | 8          |                        |                        |                        |                        |                        |                        |                        |                        |
|  | Partidul Național Liberal       | 2          |                        |                        |                        |                        |                        |                        |                        |                        |
|  | Alianța pentru Unirea Românilor | 1          |                        |                        |                        |                        |                        |                        |                        |                        |

## Istorie
La sfârșitul secolului al XIX-lea, comuna făcea parte din plasa Crasna a județului Vaslui și era formată din satele Dobrovățu-Moldoveni, Dobrovățu-Ruși și Dumasca, cu o populație de 2777 de locuitori. În comună funcționau o moară de apă, o școală, două biserici și o mănăstire și un penitenciar, iar principalul proprietar de pământuri era Domeniile Coroanei. Anuarul Socec din 1925 o consemnează în plasa Codăești a aceluiași județ, având 3400 de locuitori și aceeași alcătuire.
În 1950, comuna a fost transferată raionului Codăești și apoi (după 1956) raionului Iași din regiunea Iași, iar în timp satele ei au fost comasate, formând un singur sat cu același nume ca și comuna. În 1968, comuna a trecut la județul Iași.

## Monumente istorice

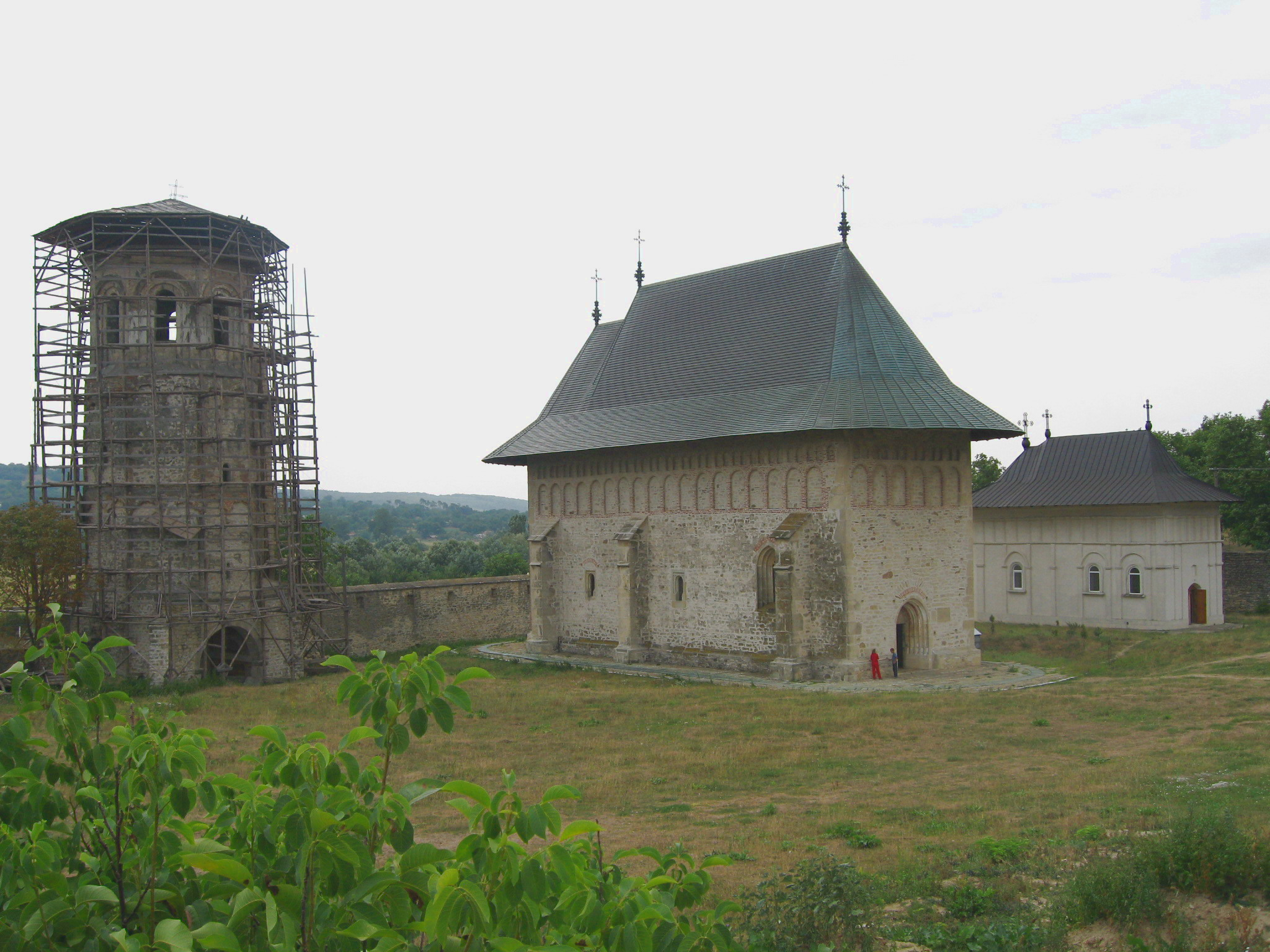
Mănăstirea Dobrovăț, monument istoric de interes național

În comuna Dobrovăț se află mănăstirea Dobrovăț, ansamblu-monument istoric de arhitectură de interes național, datând din secolele al XVI-lea–al XX-lea, ansamblu alcătuit din biserica „Pogorârea Sfântului Duh” (1503–1504), biserica-paraclis „Sfântul Gheorghe” (1743), turnul-clopotniță (1743) și zidul de incintă (secolul al XVIII-lea).
În rest, alte patru obiective din comună sunt incluse în lista monumentelor istorice din județul Iași ca monumente de interes local. Trei dintre ele sunt situri arheologice: fortificația medievală timpurie „Palanca”, aflată la 3 km nord-vest de sat; situl de la „Cetățuie” (marginea de sud-vest a satului), cuprinzând trei așezări din perioada Latène (secolele al IV-lea–al III-lea, al III-lea–I î.e.n. și respectiv I î.e.n.–I e.n.); și situl de la „Tarlaua Velnița” (la 3 km sud de sat, pe dreapta drumului spre Codăești), sit ce conține urmele unei așezări daco-romane din secolul al IV-lea e.n. și ale unei așezări medievale din secolele al XVI-lea–al XVII-lea. Celălalt obiectiv, clasificat ca monument de arhitectură, este biserica de lemn „Sfântul Pantelimon”, construită în 1797.